# 维克托维尔 (科罗拉多州)
维克托维尔（英語：Victor），是美国科罗拉多州特勒县下属的一座城市。建市于1894年7月16日，面积大约为0.269平方英里（0.697平方公里）。根据2010年美国人口普查，该市有人口397人。2011年估计该市有人口397人，相比2010年人口增长率为0.00%。同时，论人口该市是科罗拉多州第211大城市。